# Червенков, Славчо
Славчо Георгиев Червенков (болг. Славчо Георгиев Червенков; род. 18 сентября 1955, София) — болгарский борец вольного стиля, серебряный призёр Олимпийских игр, призёр чемпионатов мира и Европы.

## Биография
Славчо Червенков родился 17 сентября 1955 года в городе София. С детства занимался борьбой.

## Достижения
- Серебряный призёр Олимпийских игр — 1980
- Серебряный призёр чемпионата мира — 1982
- Двукратный серебряный призёр чемпионатов Европы — 1979, 1980